# Intoxicação por teobromina
| Animal     | Toxicidade oral (mg/kg) | Toxicidade oral (mg/kg) |
| Animal     | TDLo                    | LD50                    |
| ---------- | ----------------------- | ----------------------- |
| Gato       |                         | 200                     |
| Cão        | 16                      | 300                     |
| Humano     | 26                      | ~1,000                  |
| Camundongo |                         | 837                     |
| Coelho     |                         | 1,000                   |
| Rato       |                         | 1,265                   |

Estrutura da teobromina (nome IUPAC: 3,7-dimetil-1H-purina-2,6-diona)

A intoxicação por teobromina, também informalmente chamada de envenenamento por chocolate ou envenenamento por cacau, é uma reação de superdosagem ao alcaloide xantina teobromina, encontrado no chocolate, chá, bebidas à base de cola e alguns outros alimentos.